# Velika nagrada Velike Britanije 2010
Velika nagrada Velike Britanije 2010 je deseta dirka Svetovnega prvenstva Formule 1 v sezoni 2010. Odvijala se je 11. julija 2010 na prenovljenem angleškem dirkališču Silverstone Circuit. Zmagal je Mark Webber, Red Bull-Renault, drugo mesto je osvojil Lewis Hamilton, McLaren-Mercedes, tretje pa Nico Rosberg, Mercedes.
Sebastian Vettel, ki je dirko začel z najboljšega štartnega položaja, je štartal slabo, v prvem ovinku pa še trčil z Lewisom Hamiltonom, zaradi česar se je predrla zadnja desna pnevmatika na njegovem dirkalniku. Ker se je to zgodilo v prvih ovinkih steze, je moral odpeljati skoraj celoten krog do boksov, kjer je zamenjal pnevmatike, in se vrnil na stezo na zadnje mesto s skoraj minuto in pol zaostanka za vodilnim, podobno pa se je primerilo tudi Felipeju Massi po trku z Fernandom Alonsom. V ospredju je povedel Mark Webber pred Hamiltonom in Robertom Kubico, ki je za seboj zadrževal večje število dirkačev, med tem ko sta se vodilna oddaljevala od njih. Nico Rosberg je ob postankih v boksih prehitel Kubico. Sredi dirke je posredoval varnostni avto zaradi ostankov zadnjega krilca Sauberja Pedra de la Rose, ki je izničil dotedanje razlike med dirkači. V osredju to ni prineslo večjih sprememb, Vettu pa je pomagalo, da se je z zadnjega mesta prebil do sedmega. Takoj po umiku varnostnega avtomobila je moral na kazensko vožnjo skozi bokse Fernando Alonso zaradi nepravilnega prehitevanja Kubice, ki je odstopil zaradi okvare diferenciala tri kroge za tem. Tako se je na četrto mesto prebil Jenson Button, točke pa so osvojili še Rubens Barrichello, Kamui Kobajaši, Vettel, Adrian Sutil, Michael Schumacher in Nico Hülkenberg. Dvajseto mesto je osvojil Sakon Jamamoto, ki je nastopil v Formuli 1 po treh letih za moštvo HRT-Cosworth, kjer je le za to dirko zamenjal Bruna Senno. 

## Rezultati
* - kazen.

### Kvalifikacije
| Poz | Št | Dirkač             | Konstruktor          | 1. del   | 2. del   | 3. del   | Št. m. |
| --- | -- | ------------------ | -------------------- | -------- | -------- | -------- | ------ |
| 1   | 5  | Sebastian Vettel   | Red Bull-Renault     | 1:30,841 | 1:30,480 | 1:29,615 | 1      |
| 2   | 6  | Mark Webber        | Red Bull-Renault     | 1:30,858 | 1:30,114 | 1:29,758 | 2      |
| 3   | 8  | Fernando Alonso    | Ferrari              | 1:30,997 | 1:30,700 | 1:30,426 | 3      |
| 4   | 2  | Lewis Hamilton     | McLaren-Mercedes     | 1:31,297 | 1:31,118 | 1:30,556 | 4      |
| 5   | 4  | Nico Rosberg       | Mercedes             | 1:31,626 | 1:31,085 | 1:30,625 | 5      |
| 6   | 11 | Robert Kubica      | Renault              | 1:31,680 | 1:31,344 | 1:31,040 | 6      |
| 7   | 7  | Felipe Massa       | Ferrari              | 1:31,313 | 1:31,010 | 1:31,172 | 7      |
| 8   | 9  | Rubens Barrichello | Williams-Cosworth    | 1:31,424 | 1:31,126 | 1:31,175 | 8      |
| 9   | 22 | Pedro de la Rosa   | BMW Sauber-Ferrari   | 1:31,533 | 1:31,327 | 1:31,274 | 9      |
| 10  | 3  | Michael Schumacher | Mercedes             | 1:32,058 | 1:31,022 | 1:31,430 | 10     |
| 11  | 14 | Adrian Sutil       | Force India-Mercedes | 1:31,109 | 1:31,399 |          | 11     |
| 12  | 23 | Kamui Kobajaši     | BMW Sauber-Ferrari   | 1:31,851 | 1:31,421 |          | 12     |
| 13  | 10 | Nico Hülkenberg    | Williams-Cosworth    | 1:32,144 | 1:31,635 |          | 13     |
| 14  | 1  | Jenson Button      | McLaren-Mercedes     | 1:31,435 | 1:31,699 |          | 14     |
| 15  | 15 | Vitantonio Liuzzi  | Force India-Mercedes | 1:32,226 | 1:31,708 |          | 20     |
| 16  | 12 | Vitalij Petrov     | Renault              | 1:31,638 | 1:31,796 |          | 15     |
| 17  | 16 | Sébastien Buemi    | Toro Rosso-Ferrari   | 1:31,901 | 1:32,012 |          | 16     |
| 18  | 17 | Jaime Alguersuari  | Toro Rosso-Ferrari   | 1:32,430 |          |          | 17     |
| 19  | 19 | Heikki Kovalainen  | Lotus-Cosworth       | 1:34,405 |          |          | 18     |
| 20  | 24 | Timo Glock         | Virgin-Cosworth      | 1:34,775 |          |          | 19     |
| 21  | 18 | Jarno Trulli       | Lotus-Cosworth       | 1:34,864 |          |          | 21     |
| 22  | 25 | Lucas di Grassi    | Virgin-Cosworth      | 1:35,212 |          |          | 22     |
| 23  | 20 | Karun Čandok       | HRT-Cosworth         | 1:36,576 |          |          | 23     |
| 24  | 21 | Sakon Jamamoto     | HRT-Cosworth         | 1:36,968 |          |          | 24     |

### Dirka
| Poz | Št | Dirkač             | Konstruktor          | Krogi | Čas/Odstop  | Št. m. | Toč |
| --- | -- | ------------------ | -------------------- | ----- | ----------- | ------ | --- |
| 1   | 6  | Mark Webber        | Red Bull-Renault     | 52    | 1:24,38,200 | 2      | 25  |
| 2   | 2  | Lewis Hamilton     | McLaren-Mercedes     | 52    | +1,360      | 4      | 18  |
| 3   | 4  | Nico Rosberg       | Mercedes             | 52    | +21,307     | 5      | 15  |
| 4   | 1  | Jenson Button      | McLaren-Mercedes     | 52    | +21,986     | 14     | 12  |
| 5   | 9  | Rubens Barrichello | Williams-Cosworth    | 52    | +31,456     | 8      | 10  |
| 6   | 23 | Kamui Kobajaši     | BMW Sauber-Ferrari   | 52    | +32,171     | 12     | 8   |
| 7   | 5  | Sebastian Vettel   | Red Bull-Renault     | 52    | +36,734     | 1      | 6   |
| 8   | 14 | Adrian Sutil       | Force India-Mercedes | 52    | +40,932     | 11     | 4   |
| 9   | 3  | Michael Schumacher | Mercedes             | 52    | +41,599     | 10     | 2   |
| 10  | 10 | Nico Hülkenberg    | Williams-Cosworth    | 52    | +42,012     | 13     | 1   |
| 11  | 15 | Vitantonio Liuzzi  | Force India-Mercedes | 52    | +42,459     | 20     |     |
| 12  | 16 | Sébastien Buemi    | Toro Rosso-Ferrari   | 52    | +47,627     | 16     |     |
| 13  | 12 | Vitalij Petrov     | Renault              | 52    | +59,374     | 15     |     |
| 14  | 8  | Fernando Alonso    | Ferrari              | 52    | +1:02,385   | 3      |     |
| 15  | 7  | Felipe Massa       | Ferrari              | 52    | +1:07,489   | 7      |     |
| 16  | 18 | Jarno Trulli       | Lotus-Cosworth       | 51    | +1 krog     | 21     |     |
| 17  | 19 | Heikki Kovalainen  | Lotus-Cosworth       | 51    | +1 krog     | 18     |     |
| 18  | 24 | Timo Glock         | Virgin-Cosworth      | 50    | +2 kroga    | 19     |     |
| 19  | 20 | Karun Čandok       | HRT-Cosworth         | 50    | +2 kroga    | 23     |     |
| 20  | 21 | Sakon Jamamoto     | HRT-Cosworth         | 50    | +2 kroga    | 24     |     |
| Ods | 17 | Jaime Alguersuari  | Toro Rosso-Ferrari   | 44    | Zavore      | 18     |     |
| Ods | 22 | Pedro de la Rosa   | BMW Sauber-Ferrari   | 29    | Trčenje     | 9      |     |
| Ods | 11 | Robert Kubica      | Renault              | 19    | Pog. gred   | 6      |     |
| Ods | 25 | Lucas di Grassi    | Virgin-Cosworth      | 9     | Hidravlika  | 22     |     |